# Federació Obrera d'Igualada
La Federació Obrera d'Igualada és una grupació anarcosindicalista cofundadora i confederada a la Confederació Nacional del Treball (CNT). El 1909 es va fundar la Federació Obrera d’Igualada, hereva de les Societats Obreres Mutualistes i de Resistència que des del 1840 havien agrupat treballadors i productors dels sectors industrials i agrícoles. El 1920 va crear en el seu si l'Ateneu Libertari El Pervenir. Va contribuir a la creació de la central sindical Confederació Nacional del Treball (CNT) el 1910.
De 1923 a 1930 va have de tancar durant la dictadura de Primo de Rivera. El 1939, durant la dictadura franquista, l'anomenada Comisión Calificadora de Bienes Sindicales Marxistas va confiscar els seus immobles construïts el 1918 al Passeig Jacint Verdaguer.
El 1977, després de la mort del dictador Francisco Franco torna de l'exili i recobra els seus locals. Torna a fundar varis sindicats altra cop pertanyents a la CNT. A partir del 1998, la federació agrupa, sindicats de la CNT, així com l'Ateneu Llibertari, l'associació de consumidors Naturalment, grup d'espectacles Damos la Gaita, l'arxiu i biblioteca Joan Ferrer, la distribuïdora i taller de serigrafia Creart. A partir del 2005, el centre social autogestionat (CSA) de les Delícies i el projecte serigrafic Positivament Accelerats. El 2009 se'n va celebrar el centenari.
Es pot considerar l'any 2015, com a final d'aquesta agrupació quedant únicament el CSA de les Delícies.